# Председничка кампања Хилари Клинтон 2016.
Председничка кампања Хилари Клинтон 2016, 67. државне секретарке САД, најављена је 12. априла 2015. године путем видеа на Јутјубу.
Хилари Клинтон, супруга бившег председника Била Клинтона, била је сенаторка САД из Њујорка од 2001. до 2009. године и обављала функцију државне секретарке у администрацији Барака Обаме од 2009. до 2013. године. Била је другопласирана на Демократским примарима 2008, а кандидатура на изборима 2016. њена је друга кандидатура за председништво.
Клинтонин главни супарник на демократским примарним номинацијама био је вермонстски сенатор Берни Сандерс. Током примарних избора, имала је највећу подршку од гласача средњих година те старијих гласача; фаворизовали су је и црнци, Латиноамериканци и гласачице. Фокус своје платформе је ставила на неколико проблема, укључујући повећање расних и женских права, повећавање надница и осигуравање једнаког вредновања рада жена, као и побољшавање здравственог система.
Асошијетед прес је 6. јуна 2016. године прогласио Клинтонову претпостављеним номинованим из Демократске странке пошто је освојила потребан број делегата, укључујући и обавезујуће делегате и суперделегате. Сандерс је подржао њену кандидатуру 12. јула 2016. Делегати су гласали на Демократској националној конвенцији која се одржавала 25—28. јула 2016. Хилари Клинтон је 22. јула 2016. године објавила да је потпредседнички кандидат из њене странке вирџинијски сенатор Тим Кејн. Четири дана после, Клинтонова и Кејн су званично номиновани на Демократској националној конвенцији 2016.

## Примарни избори

### Табела
У табели испод су приказани претпостављени делегати након Демократских примарних избора 2016.
| Кандидат                | Број делегата | Претпостављени број укључујући и суперделегате |
| ----------------------- | ------------- | ---------------------------------------------- |
| Хилари Клинтон          | 2.205         | 2.775½✓                                        |
| Берни Сандерс           | 1.846         | 1.889½                                         |
| Мартин О’Мали           | 0             | 1                                              |
| Доступни делегати       | 0             | 97                                             |
| Укупни гласови делегата | 4.051         | 4.763                                          |

### Мапе
| 10,0—19,9 20,0—29,9 30,0—39,9 | 40,0—49,9 50,0—59,9 60,0—69,9 | 70,0—79,9 >80,0 |

| Хилари Клинтон | Берни Сандерс |